# 鈴木重秀
鈴木重秀（すずき しげひで，1546年—1586年後），日本戰國時代的鐵炮傭兵習團雜賀眾的頭領,人稱雜賀孫市、孫一。為鈴木佐大夫的兒子。
石山合戰時，雜賀眾與本願寺派均有多數人員參戰，導致織田信長陷入苦戰。重秀與下間賴廉並稱為「大坂之左右大將」。在「本願寺文書」有「鈴木孫一於石山合戰非常活躍」的文字記錄。
之後孫一為協助毛利軍將軍糧補給送進本願寺，而前往播磨國，並於織田信長討伐雜賀城時，率領鐵砲僧兵隊數千人據守，導致信長久攻不下。
荒木村重反叛信長並據守有岡城時，也加入協防。後來其父死於藤堂高虎的計謀（一說），石山合戰講和交涉的階段，「三下間」（賴廉、仲之、賴龍）的起請文中，也出現「雜賀一向宗」四宿老與「雜賀眾」七人（包括重秀）等人連署的文字記錄。在織田與本願寺雙方的文書中，對於重秀的軍事才能都有很高的評價，並受到顯如重用。後來本願寺顯如與信長講和退出石山後，重秀投降信長。
天正9年（1581年），信長與雜賀莊的土橋守重漸漸產生衝突，隔年天正10年（1582年）1月23日重秀派刺客將守重暗殺，同年2月8日取得完全勝利。
天正12年（1584年）小牧長久手之戰時，根来眾・雜賀眾等紀州勢力多數跟隨織田信雄、德川家康，但重秀為羽柴秀吉方，擔任鐵砲首領，領兵200。
天正13年（1585年）跟隨秀吉進攻紀州，3月25日擔任使者前往太田城勸降，戰後將兒子送至秀吉處當人質。此後史料不見重秀的蹤跡，據考證可能死於大坂，兒子後來也擔任鐵砲首領，名為「鈴木孫一郎」。